# Peter Wiesler
Peter Wiesler (14. května 1820 Taufers im Münstertal – 29. ledna 1885) byl rakouský římskokatolický duchovní a politik z Tyrolska, v 2. polovině 19. století poslanec Říšské rady.

## Biografie
V roce 1844 vstoupil do benediktinského řádu. V roce 1846 byl vysvěcen na kněze a byl činný jako duchovní na klášterních farách. Od roku 1850 do roku 1859 rovněž vyučoval fyziku a matematiku na gymnáziu v Meranu. Následně byl krátce opět duchovním a od 17. července 1861 působil jako opat benediktinského kláštera Marienberg v tyrolském Burgeisu.
V únoru 1867 byl zvolen na Tyrolský zemský sněm za kurii duchovních korporací. Zemský sněm ho 1. března 1867 zvolil i do Říšské rady. 15. prosince 1869 složil slib.